# 78e régiment de marche
Pour les articles homonymes, voir 78e régiment.
Le 78e régiment d'infanterie de marche (ou 78e régiment de marche) est un régiment d'infanterie français, créé à la fin de la guerre franco-allemande de 1870-1871 et engagé en Algérie.

## Création et différentes dénominations
- 11 janvier 1871 : formation du 78e régiment d'infanterie de marche
- 1er octobre 1871 : fusion dans le 78e régiment d'infanterie de ligne

## Historique
Le régiment est formé le 11 janvier 1871 au camp de Saint-Médard, près de Bordeaux, à trois bataillons à six compagnies,. Il amalgame la 1re compagnie de dépôt du 15e régiment d'infanterie de ligne, la 9e compagnie de dépôt du 17e régiment d'infanterie de ligne, la 2e compagnie de dépôt du 18e régiment d'infanterie de ligne, la 8e compagnie de dépôt du 22e régiment d'infanterie de ligne, la 8e compagnie de dépôt et un détachement du 34e régiment d'infanterie de ligne, la 8e compagnie de dépôt du 39e régiment d'infanterie de ligne, la 5e compagnie de dépôt du 48e régiment d'infanterie de ligne, la 8e compagnie de dépôt du 52e régiment d'infanterie de ligne, la 8e compagnie de dépôt du 58e régiment d'infanterie de ligne, la 8e compagnie de dépôt du 70e régiment d'infanterie de ligne, la 8e compagnie de dépôt du 76e régiment d'infanterie de ligne et la 8e compagnie de dépôt du 77e régiment d'infanterie de ligne.
Créé peu avant l'armistice de la guerre franco-allemande, le 78e régiment de marche est rattaché à la 3e division du 25e corps d'armée,. Il part ensuite pour l'Algérie combattre la révolte de Mokrani. Il fusionne avec le 78e régiment d'infanterie de ligne (dépôt à Privas) le 1er octobre 1871.